# Dulaglutyd
Dulaglutyd – lek polipetydowy stosowany w leczeniu cukrzycy typu 2. Należy do rodziny związków podobnych do glukagonu typu 1 (GLP-1, z ang. glucagon-like-peptid 1). Nazwą handlową związku jest Trulicity.
Zbudowany jest z dwóch takich samych łańcuchów peptydowych połączonych ze sobą mostkiem disiarczkowym, których sekwencja jest w 90% homologiczna do naturalnego ludzkiego białka GLP-1. Do tego kompleksu białkowego dołączony jest za pomocą łącznika peptydowego fragment przeciwciała – zmodyfikowanej ludzkiej immunoglobuliny G (IgG4).
W USA Agencja Żywności i Leków dopuszcza stosowanie tego środka od 2014 roku. Zgodnie z decyzją Komisji Europejskiej z dnia 21 listopada 2014 roku, lek dopuszczony jest także na terenie Unii Europejskiej.
W 2016 roku doniesiono o możliwości zastosowania substancji podobnych chemicznie do dulaglutydu w leczeniu cukrzycy typu 1.

## Działanie
Dulaglutyd jest agonistą receptorów GLP. Jego sekwencja aminokwasów jest w 90% podobna do endogennego związku, który aktywuje te receptory u osoby zdrowej. Receptory te aktywują cyklazę adenylową w komórkach beta trzustki. W wyniku tego dochodzi do uwolnienia insuliny, która obniża poziom glukozy we krwi.
Dulaglutyd obniża ponadto wydzielanie glukagonu, co także zmniejsza stężenie glukozy.

## Skutki uboczne
Jako skutki uboczne przyjmowania dulaglutydu zaobserwowano zwolnienie perystaltyki jelit oraz obniżenie masy ciała i spadek ciśnienia skurczowego krwi. Mogą także pojawić się objawy ze strony układu pokarmowego, tj. wymioty, nudności, spadek apetytu, biegunka czy niestrawność.

## Stosowanie
Amerykańskie Stowarzyszenie Diabetologiczne (ADA) rekomenduje stosowanie dulaglutydu jako opcjonalna metoda leczenia, gdy niewskazane jest stosowanie metforminy.
Dulaglutyd podaje się pacjentowi przy pomocy wstrzykiwania podskórnego. Stosowana dawka to 0,75 mg lub 1,5 mg raz na tydzień. Czasami stosuje się również dawkę 0,25 mg raz na tydzień.
Może być podawany razem z metforminą, sitagliptyną, lecz działa również samodzielnie. W monoterapii działa silniej od metforminy. Należy jednak uważać i kontrolować stale poziom cukru pacjenta, bo zwłaszcza przy stosowaniu z innymi lekami, może prowadzić do hipoglikemii.

## Przeciwwskazania
Nie zaleca się stosowania dulaglutydu osobom:
- regularnie uprawiającym sport
- stosującym dietę ułożoną pod kątem choroby
- z chorobami układu pokarmowego
- z kwasicą